# Leval (Territoire de Belfort)
Leval település Franciaországban, Territoire de Belfort megyében. Lakosainak száma 248 fő (2022. január 1.). Leval Masevaux-Niederbruck, Le Haut-Soultzbach, Petitefontaine, Romagny-sous-Rougemont és Rougemont-le-Château községekkel határos.

## Népesség
A település népességének változása:
| Lakosok száma | 245  | 249  | 241  | 239  | 242  | 243  | 245  | 248  |
|               | 2013 | 2015 | 2017 | 2018 | 2019 | 2020 | 2021 | 2022 |